# Air UK
AirUK war eine britische Fluggesellschaft mit Sitz in Stansted Mountfitchet und Basis auf dem Flughafen London-Stansted. Während der 1980er- und frühen 1990er-Jahre war sie Großbritanniens drittgrößte Airline.

## Geschichte
AirUK entstand am 1. Januar 1980 durch den Zusammenschluss der Regionalgesellschaften British Island Airways (BIA) und Air Anglia. Die zuvor von Air Anglia im Jahr 1979 aufgekauften Tochterunternehmen Air Westward (ansässig in Exeter) und Air Wales (ansässig in Cardiff) gingen bei der Fusion ebenfalls in der neuen Gesellschaft auf.
Die erste internationale Route wurde im November 1981 nach Amsterdam eröffnet. Im Jahr 1985 beschäftigte das Unternehmen 850 Mitarbeiter. Die Flotte bestand zu dieser Zeit aus zwei BAC 1-11-400, 15 F-27-200, einer Short 330 und fünf Short 360.
Die niederländische KLM, die seit Ende der 1980er-Jahre eine Minderheitsbeteiligung an AirUK besaß, stockte ihre Anteile im Jahr 1995 auf 45 Prozent auf und übernahm das Unternehmen im Jahr 1997 gänzlich. Ein Jahr später wurde AirUK in KLM UK umfirmiert. Im Jahr 2000 gründete KLM die Billigfluggesellschaft Buzz, welche das von London-Stansted ausgehende Streckennetz der KLM UK sowie deren Flotte an BAe 146 übernahm. Buzz wurde 2003 schließlich selbst an Ryanair verkauft und vollständig in diese integriert.

## Flugziele
AirUK bediente Ziele sowohl auf den Britischen Inseln als auch dem europäischen Festland.

## Flotte

### Flotte bei Betriebseinstellung
Zum Zeitpunkt der Umwandlung in KLM UK bestand die Flotte der AirUK aus 36 Flugzeugen:
- 01 BAe 146-100
- 10 BAe 146-300
- 05 Fokker F-27
- 09 Fokker 50
- 11 Fokker 100 (insgesamt waren 15 Maschinen betrieben worden)[2]

### Zuvor eingesetzte Flugzeuge
- ATR 72
- Embraer EMB 110 Bandeirante
- Fokker F28 Fellowship
- Handley Page Herald
- Short 330
- Short 360

## Zwischenfälle
Von 1980 bis zum Übergang in KLM UK 1998 kam es bei Air UK zu drei Totalschäden von Flugzeugen. Bei keinem davon kamen Menschen ums Leben. Beispiel:
- Am 11. Juni 1984 wurde eine Handley Page Herald 203 der Air UK (Luftfahrzeugkennzeichen G-BBXI) auf dem Flughafen Bournemouth (Vereinigtes Königreich) durch einen Lkw-Fahrer gerammt, während sie geparkt war. Das Flugzeug wurde irreparabel beschädigt. Menschen im Flugzeug kamen nicht zu Schaden.[4]